# Konstantin Wassilew
Konstantin Wassilew (bulgarisch Константин Василев; * 1. Oktober 2003 in Lowetsch) ist ein bulgarischer Biathlet. Er startet seit Ende 2022 im Weltcup.

## Sportliche Laufbahn
Konstantin Wassilew gab sein internationales Debüt bei den Jugendweltmeisterschaften 2021 in Obertilliach, wo als bestes Ergebnis Rang 17 im Sprint resultierte. Im März des Jahres startete er am selben Ort erstmals im IBU-Cup, beendete beide Sprints aber außerhalb der besten 90. Im Winter 2021/22 startete der Bulgare größtenteils im IBU-Junior-Cup, wo als Bestresultat ein 16. Platz zu Buche stand. Bei den Jugendweltmeisterschaften in Soldier Hollow erzielte er drei Top-12-Ergebnisse und war damit ziemlich erfolgreich. Zu Beginn der Saison 2022/23 gab Wassilew in Kontiolahti im Alter von 19 Jahren sein Debüt im Weltcup und bestritt neben Einzel und Sprint auch die Männerstaffel, die er mit Blagoj Todew, Wladimir Iliew und Anton Sinapow auf dem 17. Rang abschloss. Sein bestes Individualergebnis erzielte der Bulgare beim Weltcup von Antholz, als er ohne Schießfehler 83. des Sprints wurde. Den Saisonabschluss bildete die Junioren-EM im lettischen Madona, wo Wassilew den 21. Platz im Einzel erzielte. Im Winter 2023/24 war er bis zum Ende des zweiten Trimesters Teil des Weltcupteams, bestritt aber die Wettkämpfe bei den Europameisterschaften, wo er Rang 31 im Sprint erreichte. Enttäuschend verliefen die Juniorenweltmeisterschaften; mit der Mixedstaffel ging es immerhin auf Rang sechs, wobei Wassilew das Team mit einer Strafrunde zunächst ins Hintertreffen brachte.
Im Januar 2025 erreichte Wassilew in Oberhof dank fehlerfreier Schießleistung nach Platz 51 im Sprint erstmals ein Verfolgungsrennen im Weltcup. Bei den Europameisterschaften bestritt er nur das Staffelrennen und erreichte mit Wassil Saschew, Wladimir Iliew und Anton Sinapow bei 21 gestarteten Teams den guten sechsten Platz.

## Statistiken

### Weltcupplatzierungen
Die Tabelle zeigt alle Platzierungen (je nach Austragungsjahr einschließlich Olympische Spiele und Weltmeisterschaften).
- 1.–3. Platz: Anzahl der Podiumsplatzierungen
- Top 10: Anzahl der Platzierungen unter den ersten zehn (einschließlich Podium)
- Punkteränge: Anzahl der Platzierungen innerhalb der Punkteränge (einschließlich Podium und Top 10)
- Starts: Anzahl gelaufener Rennen in der jeweiligen Disziplin
- Staffel: inklusive Mixed- und Single-Mixed-Staffeln

| Platzierung               | Einzel | Sprint | Verfolgung | Massenstart | Staffel | Gesamt |
| ------------------------- | ------ | ------ | ---------- | ----------- | ------- | ------ |
| 1. Platz                  |        |        |            |             |         |        |
| 2. Platz                  |        |        |            |             |         |        |
| 3. Platz                  |        |        |            |             |         |        |
| Top 10                    |        |        |            |             |         |        |
| Punkteränge               |        |        |            |             | 12      | 12     |
| Starts                    | 4      | 6      | 1          |             | 12      | 23     |
| Stand: Saisonende 2024/25 |        |        |            |             |         |        |

### Biathlon-Weltmeisterschaften
Ergebnisse bei den Weltmeisterschaften:
| Weltmeisterschaften | Weltmeisterschaften | Einzelwettbewerbe | Einzelwettbewerbe | Einzelwettbewerbe | Einzelwettbewerbe | Staffelwettbewerbe | Staffelwettbewerbe | Staffelwettbewerbe |
| Jahr                | Ort                 | Einzel            | Sprint            | Verfolgung        | Massenstart       | Herrenstaffel      | Mixedstaffel       | S.-M.-Staffel      |
| ------------------- | ------------------- | ----------------- | ----------------- | ----------------- | ----------------- | ------------------ | ------------------ | ------------------ |
| 2024                | Nové Město          | –                 | –                 | –                 | –                 | 18.                | –                  | –                  |
| 2025                | Lenzerheide         | 56.               | –                 | –                 | –                 | 15.                | –                  | –                  |

### Jugend-/Juniorenweltmeisterschaften
Wassilew nahm bis 2022 an den Jugend-, ab 2024 an den Juniorenwettkämpfen teil.
| Weltmeisterschaften | Weltmeisterschaften | Einzelwettbewerbe | Einzelwettbewerbe | Einzelwettbewerbe | Einzelwettbewerbe | Staffelwettbewerbe | Staffelwettbewerbe |
| Jahr                | Ort                 | Einzel            | Sprint            | Verfolgung        | Massenstart 60    | Herrenstaffel      | Mixedstaffel       |
| ------------------- | ------------------- | ----------------- | ----------------- | ----------------- | ----------------- | ------------------ | ------------------ |
| 2021                | Obertilliach        | 67.               | 17.               | 50.               | nicht ausgetragen | 15.                | nicht ausgetragen  |
| 2022                | Soldier Hollow      | 12.               | 11.               | 12.               | nicht ausgetragen | –                  | nicht ausgetragen  |
| 2024                | Otepää              | 48.               | 75.               | nicht ausgetragen | –                 | 15.                | 6.                 |
| 2025                | Östersund           | 12.               | 36.               | nicht ausgetragen | DNF               | –                  | 6.                 |